# Volta Ciclista a Catalunya 2017
97. edycja wyścigu kolarskiego Volta Ciclista a Catalunya odbył się pomiędzy 20 – 26 marca 2017 roku. Liczył siedem etapów, o łącznym dystansie 1 055 km. Wyścig zaliczany był do rankingu światowego UCI World Tour 2017.

## Uczestnicy
Na starcie wyścigu stanęło 25 drużyn. Wśród nich znalazło się wszystkie osiemnaście ekip UCI World Tour 2017 oraz siedem zaproszonych przez organizatorów.
| Numery  | Kod | Drużyna              |
| ------- | --- | -------------------- |
| 1-8     | MOV | Movistar Team        |
| 11-18   | SKY | Team Sky             |
| 21-28   | BMC | BMC Racing Team      |
| 31-38   | ORS | Orica-Scott          |
| 41-48   | KAT | Team Katusha-Alpecin |
| 51-58   | QST | Quick-Step Floors    |
| 61-68   | CDT | Cannondale-Drapac    |
| 71-78   | TFS | Trek-Segafredo       |
| 81-88   | AST | Astana Pro Team      |
| 91-98   | FDJ | FDJ                  |
| 101-108 | TLJ | Team LottoNL-Jumbo   |
| 111-118 | ALM | Ag2r-La Mondiale     |
| 121-128 | LTS | Lotto Soudal         |

| Numery  | Kod | Drużyna                      |
| ------- | --- | ---------------------------- |
| 131-138 | TBM | Bahrain-Merida               |
| 141-148 | SUN | Team Sunweb                  |
| 151-158 | DDD | Dimension Data               |
| 161-168 | BOH | Bora-Hansgrohe               |
| 171-178 | UAD | UAE Team Emirates            |
| 181-188 | CJR | Caja Rural-Seguros RGA       |
| 191-198 | CCC | CCC Sprandi Polkowice        |
| 201-208 | COF | Cofidis                      |
| 211-218 | MZN | Manza Postobon Team          |
| 221-228 | RNL | Roompot-Nederlandse Loterij  |
| 231-238 | SOU | Soul Brasil Pro Cycling Team |
| 241-248 | WGG | Wanty-Groupe Gobert          |

## Etapy
| Etap | Data     | Start – Meta          | Dystans  | Typ         | Zwycięzca etapu    | Lider              |
| ---- | -------- | --------------------- | -------- | ----------- | ------------------ | ------------------ |
| 1.   | 20 marca | Calella – Calella     | 178,9 km | Pagórkowaty | Davide Cimolai     | Davide Cimolai     |
| 2.   | 21 marca | Banyoles – Banyoles   | 41,3 km  | TTT         | BMC Racing Team    | Ben Hermans        |
| 3.   | 22 marca | Mataró – La Molina    | 188,3 km | Górski      | Alejandro Valverde | Tejay van Garderen |
| 4.   | 23 marca | Montferrer – Igualada | 136,1 km | Pagórkowaty | Nacer Bouhanni     | Tejay van Garderen |
| 5.   | 24 marca | Valls – Tortosa       | 182 km   | Górski      | Alejandro Valverde | Alejandro Valverde |
| 6.   | 25 marca | Tortosa – Reus        | 189,7 km | Pagórkowaty | Daryl Impey        | Alejandro Valverde |
| 7.   | 26 marca | Barcelona – Barcelona | 138,7 km | Pagórkowaty | Alejandro Valverde | Alejandro Valverde |

### Etap 1 – 20.03: Calella > Calella, 178,9 km
| #    | Zawodnik           | Zespół | Czas       |
| ---- | ------------------ | ------ | ---------- |
| 1.   | Davide Cimolai     | FDJ    | 4h 28' 21" |
| 2.   | Nacer Bouhanni     | COF    | + 0"       |
| 3.   | Kristian Sbaragli  | DDD    | + 0"       |
|      |                    |        |            |
| 32.  | Paweł Poljański    | BOH    | + 0"       |
| 42.  | Maciej Paterski    | CCC    | + 0"       |
| 52.  | Rafał Majka        | BOH    | + 0"       |
| 72.  | Łukasz Owsian      | CCC    | + 0"       |
| 96.  | Leszek Pluciński   | CCC    | + 0"       |
| 116. | Przemysław Niemiec | UAD    | + 0"       |
| 160. | Piotr Brożyna      | CCC    | + 3' 30"   |
| 182. | Patryk Stosz       | CCC    | + 10' 53"  |
| 190. | Mateusz Taciak     | CCC    | + 10' 53"  |

| #    | Zawodnik           | Zespół | Czas       |
| ---- | ------------------ | ------ | ---------- |
| 1.   | Davide Cimolai     | FDJ    | 4h 28' 11" |
| 2.   | Nacer Bouhanni     | COF    | + 4"       |
| 3.   | Kristian Sbaragli  | DDD    | + 6"       |
|      |                    |        |            |
| 32.  | Paweł Poljański    | BOH    | + 10"      |
| 42.  | Maciej Paterski    | CCC    | + 10"      |
| 52.  | Rafał Majka        | BOH    | + 10"      |
| 72.  | Łukasz Owsian      | CCC    | + 10"      |
| 96.  | Leszek Pluciński   | CCC    | + 10"      |
| 116. | Przemysław Niemiec | UAD    | + 10"      |
| 162. | Piotr Brożyna      | CCC    | + 3' 40"   |
| 182. | Patryk Stosz       | CCC    | + 11' 03"  |
| 190. | Mateusz Taciak     | CCC    | + 11' 03"  |

### Etap 2 - 21.03: Banyoles > Banyoles, 41,3 km
| #   | Zespół                | Czas     |  |
| --- | --------------------- | -------- |  |
| 1.  | BMC Racing Team       | 48' 57"  |  |
| 2.  | Team Sky              | + 44"    |  |
| 3.  | Movistar Team         | + 58"    |  |
|     |                       |          |  |
| 13. | CCC Sprandi Polkowice | + 2' 35" |  |

| #    | Zawodnik           | Zespół | Czas       |
| ---- | ------------------ | ------ | ---------- |
| 1.   | Ben Hermans        | BMC    | 5h 17' 18" |
| 2.   | Brent Bookwalter   | BMC    | + 0"       |
| 3.   | Tejay van Garderen | BMC    | + 0"       |
|      |                    |        |            |
| 64.  | Paweł Poljański    | BOH    | + 2' 23"   |
| 65.  | Rafał Majka        | BOH    | + 2' 23"   |
| 69.  | Maciej Paterski    | CCC    | + 2' 33"   |
| 70.  | Leszek Pluciński   | CCC    | + 2' 33"   |
| 83.  | Przemysław Niemiec | UAD    | + 2' 54"   |
| 134. | Łukasz Owsian      | CCC    | + 4' 30"   |
| 153. | Piotr Brożyna      | CCC    | + 6' 03"   |
| 180. | Patryk Stosz       | CCC    | + 13' 26"  |
| 190. | Mateusz Taciak     | CCC    | + 21' 15"  |

### Etap 3 – 22.03: Mataró > La Molina, 188,3 km
| #    | Zawodnik           | Zespół | Czas       |
| ---- | ------------------ | ------ | ---------- |
| 1.   | Alejandro Valverde | MOV    | 5h 07' 12" |
| 2.   | Daniel Martin      | QST    | + 0"       |
| 3.   | Adam Yates         | ORS    | + 3"       |
|      |                    |        |            |
| 14.  | Rafał Majka        | BOH    | + 13"      |
| 69.  | Łukasz Owsian      | CCC    | + 11' 29"  |
| 80.  | Przemysław Niemiec | UAD    | + 12' 37"  |
| 90.  | Paweł Poljański    | BOH    | + 15' 23"  |
| 109. | Leszek Pluciński   | CCC    | + 23' 12"  |
| 138. | Maciej Paterski    | CCC    | + 24' 44"  |
| 162. | Piotr Brożyna      | CCC    | + 24' 44"  |
| 174. | Patryk Stosz       | CCC    | + 24' 44"  |
| 175. | Mateusz Taciak     | CCC    | + 24' 44"  |

| #    | Zawodnik           | Zespół | Czas        |
| ---- | ------------------ | ------ | ----------- |
| 1.   | Tejay van Garderen | BMC    | 10h 24' 33" |
| 2.   | Samuel Sánchez     | BMC    | + 41"       |
| 3.   | Geraint Thomas     | SKY    | + 44"       |
|      |                    |        |             |
| 21.  | Rafał Majka        | BOH    | + 2' 35"    |
| 76.  | Przemysław Niemiec | UAD    | + 15' 30"   |
| 80.  | Łukasz Owsian      | CCC    | + 15' 58"   |
| 84.  | Paweł Poljański    | BOH    | + 17' 45"   |
| 109. | Leszek Pluciński   | CCC    | + 25' 44"   |
| 126. | Maciej Paterski    | CCC    | + 27' 16"   |
| 155. | Piotr Brożyna      | CCC    | + 30' 46"   |
| 173. | Patryk Stosz       | CCC    | + 38' 09"   |
| 181. | Mateusz Taciak     | CCC    | + 45' 58"   |

### Etap 4 – 23.03: Montferrer > Igualada, 136,1 km
| #    | Zawodnik           | Zespół | Czas       |
| ---- | ------------------ | ------ | ---------- |
| 1.   | Nacer Bouhanni     | COF    | 3h 04' 27" |
| 2.   | Davide Cimolai     | FDJ    | + 0"       |
| 3.   | Daryl Impey        | ORS    | + 0"       |
|      |                    |        |            |
| 18.  | Rafał Majka        | BOH    | + 0"       |
| 63.  | Paweł Poljański    | BOH    | + 41"      |
| 94.  | Przemysław Niemiec | UAD    | + 1' 12"   |
| 100. | Leszek Pluciński   | CCC    | + 1' 12"   |
| 103. | Łukasz Owsian      | CCC    | + 1' 12"   |
| 126. | Piotr Brożyna      | CCC    | + 2' 27"   |
| 136. | Maciej Paterski    | CCC    | + 2' 43"   |
| 141. | Patryk Stosz       | CCC    | + 3' 55"   |
| 149. | Mateusz Taciak     | CCC    | + 5' 29"   |

| #    | Zawodnik           | Zespół | Czas        |
| ---- | ------------------ | ------ | ----------- |
| 1.   | Tejay van Garderen | BMC    | 13h 29' 00" |
| 2.   | Samuel Sánchez     | BMC    | + 41"       |
| 3.   | Geraint Thomas     | SKY    | + 44"       |
|      |                    |        |             |
| 20.  | Rafał Majka        | BOH    | + 2' 35"    |
| 74.  | Przemysław Niemiec | UAD    | + 16' 42"   |
| 75.  | Łukasz Owsian      | CCC    | + 17' 10"   |
| 81.  | Paweł Poljański    | BOH    | + 18' 26"   |
| 103. | Leszek Pluciński   | CCC    | + 26' 56"   |
| 126. | Maciej Paterski    | CCC    | + 29' 59"   |
| 143. | Piotr Brożyna      | CCC    | + 33' 13"   |
| 172. | Patryk Stosz       | CCC    | + 42' 04"   |
| 179. | Mateusz Taciak     | CCC    | + 51' 27"   |

### Etap 5 – 24.03: Valls > Tortosa, 182 km
| #    | Zawodnik           | Zespół | Czas       |
| ---- | ------------------ | ------ | ---------- |
| 1.   | Alejandro Valverde | MOV    | 4h 14' 52" |
| 2.   | Chris Froome       | SKY    | + 13"      |
| 3.   | Alberto Contador   | TFS    | + 13"      |
|      |                    |        |            |
| 13.  | Rafał Majka        | BOH    | + 1' 17"   |
| 54.  | Paweł Poljański    | BOH    | + 5' 54"   |
| 68.  | Łukasz Owsian      | CCC    | + 7' 48"   |
| 69.  | Leszek Pluciński   | CCC    | + 7' 48"   |
| 83.  | Maciej Paterski    | CCC    | + 10' 50"  |
| 146. | Piotr Brożyna      | CCC    | + 19' 45"  |
| 151. | Przemysław Niemiec | UAD    | + 19' 45"  |
| 160. | Mateusz Taciak     | CCC    | + 19' 45"  |
| 165. | Patryk Stosz       | CCC    | + 20' 49"  |

| #    | Zawodnik           | Zespół | Czas         |
| ---- | ------------------ | ------ | ------------ |
| 1.   | Alejandro Valverde | MOV    | 17h 44' 27"  |
| 2.   | Chris Froome       | SKY    | + 21"        |
| 3.   | Alberto Contador   | TFS    | + 47"        |
|      |                    |        |              |
| 17.  | Rafał Majka        | BOH    | + 3' 17"     |
| 60.  | Paweł Poljański    | BOH    | + 23' 45"    |
| 63.  | Łukasz Owsian      | CCC    | + 24' 23"    |
| 87.  | Leszek Pluciński   | CCC    | + 34' 09"    |
| 92.  | Przemysław Niemiec | UAD    | + 35' 52"    |
| 106. | Maciej Paterski    | CCC    | + 40' 14"    |
| 152. | Piotr Brożyna      | CCC    | + 52' 23"    |
| 165. | Patryk Stosz       | CCC    | + 1h 02' 18" |
| 168. | Mateusz Taciak     | CCC    | + 1h 10' 37" |

### Etap 6 – 25.03: Tortosa > Reus, 189,7 km
| #   | Zawodnik           | Zespół | Czas       |
| --- | ------------------ | ------ | ---------- |
| 1.  | Daryl Impey        | ORS    | 4h 34' 14" |
| 2.  | Alejandro Valverde | MOV    | + 0"       |
| 3.  | Arthur Vichot      | FDJ    | + 0"       |
|     |                    |        |            |
| 12. | Rafał Majka        | BOH    | + 0"       |
| 64. | Paweł Poljański    | BOH    | + 26' 38"  |
| 72. | Łukasz Owsian      | CCC    | + 26' 38"  |
| 84. | Maciej Paterski    | CCC    | + 26' 38"  |
| 98. | Przemysław Niemiec | UAD    | + 26' 38"  |
|     | Patryk Stosz       | CCC    | HD         |
|     | Piotr Brożyna      | CCC    | HD         |
|     | Leszek Pluciński   | CCC    | HD         |
|     | Mateusz Taciak     | CCC    | HD         |

| #    | Zawodnik           | Zespół | Czas         |
| ---- | ------------------ | ------ | ------------ |
| 1.   | Alejandro Valverde | MOV    | 22h 18' 35"  |
| 2.   | Alberto Contador   | TFS    | + 53"        |
| 3.   | Marc Soler         | MOV    | + 1' 06"     |
|      |                    |        |              |
| 11.  | Rafał Majka        | BOH    | + 3' 23"     |
| 71.  | Paweł Poljański    | BOH    | + 50' 29"    |
| 74.  | Łukasz Owsian      | CCC    | + 51' 07"    |
| 92.  | Przemysław Niemiec | UAD    | + 1h 02' 36" |
| 106. | Maciej Paterski    | CCC    | + 1h 06' 58" |

### Etap 7 – 26.03: Barcelona > Barcelona, 138,7 km
| #   | Zawodnik           | Zespół | Czas       |
| --- | ------------------ | ------ | ---------- |
| 1.  | Alejandro Valverde | MOV    | 3h 08' 50" |
| 2.  | Jarlinson Pantano  | TFS    | + 0"       |
| 3.  | Arthur Vichot      | FDJ    | + 0"       |
|     |                    |        |            |
| 4.  | Rafał Majka        | BOH    | + 0"       |
| 44. | Paweł Poljański    | BOH    | + 1' 04"   |
| 83. | Łukasz Owsian      | CCC    | + 5' 31"   |
| 90. | Maciej Paterski    | CCC    | + 6' 45"   |
| 92. | Przemysław Niemiec | UAD    | + 8' 26"   |

| #   | Zawodnik           | Zespół | Czas         |
| --- | ------------------ | ------ | ------------ |
| 1.  | Alejandro Valverde | MOV    | 25h 27' 15"  |
| 2.  | Alberto Contador   | TFS    | + 1' 03"     |
| 3.  | Marc Soler         | MOV    | + 1' 16"     |
|     |                    |        |              |
| 11. | Rafał Majka        | BOH    | + 3' 33"     |
| 62. | Paweł Poljański    | BOH    | + 51' 43"    |
| 72. | Łukasz Owsian      | CCC    | + 56' 48"    |
| 91. | Przemysław Niemiec | UAD    | + 1h 11' 12" |
| 94. | Maciej Paterski    | CCC    | + 1h 13' 53" |

## Liderzy klasyfikacji po etapach
| Etap                 | Zwycięzca            | Klasyfikacja generalna | Klasyfikacja górska | Klasyfikacja młodzieżowa | Klasyfikacja sprinterska | Klasyfikacja drużynowa |
| -------------------- | -------------------- | ---------------------- | ------------------- | ------------------------ | ------------------------ | ---------------------- |
| 1                    | Davide Cimolai       | Davide Cimolai         | Murilo Affonso      | Dion Smith               | Murilo Affonso           | Quick-Step Floors      |
| 2                    | BMC Racing Team      | Ben Hermans            | Murilo Affonso      | Kilian Frankiny          | Murilo Affonso           | BMC Racing Team        |
| 3                    | Alejandro Valverde   | Tejay van Garderen     | Murilo Affonso      | Marc Soler               | Pascal Ackermann         | Team Sky               |
| 4                    | Nacer Bouhanni       | Tejay van Garderen     | Murilo Affonso      | Marc Soler               | Diego Rubio              | Team Sky               |
| 5                    | Alejandro Valverde   | Alejandro Valverde     | Alejandro Valverde  | Marc Soler               | Pierre Rolland           | Trek-Segafredo         |
| 6                    | Daryl Impey          | Alejandro Valverde     | Alejandro Valverde  | Marc Soler               | Pierre Rolland           | Movistar Team          |
| 7                    | Alejandro Valverde   | Alejandro Valverde     | Alejandro Valverde  | Marc Soler               | Pierre Rolland           | Movistar Team          |
| Klasyfikacja końcowa | Klasyfikacja końcowa | Alejandro Valverde     | Alejandro Valverde  | Marc Soler               | Pierre Rolland           | Movistar Team          |

## Klasyfikacje końcowe

### Klasyfikacja generalna
| M-ce | Zawodnik           | Zespół                | Czas         |
| ---- | ------------------ | --------------------- | ------------ |
| 1.   | Alejandro Valverde | Movistar Team         | 25h 27' 15"  |
| 2.   | Alberto Contador   | Trek-Segafredo        | + 1' 03"     |
| 3.   | Marc Soler         | Movistar Team         | + 1' 16"     |
| 4.   | Adam Yates         | Orica-Scott           | + 1' 31"     |
| 5.   | Tejay van Garderen | BMC Racing Team       | + 1' 34"     |
| 6.   | Daniel Martin      | Quick-Step Floors     | + 2' 29"     |
| 7.   | Steven Kruijswijk  | Team LottoNL-Jumbo    | + 2' 56"     |
| 8.   | Carlos Verona      | Orica-Scott           | + 3' 00"     |
| 9.   | George Bennett     | Team LottoNL-Jumbo    | + 3' 01"     |
| 10.  | Romain Bardet      | Ag2r-La Mondiale      | + 3' 05"     |
|      |                    |                       |              |
| 11.  | Rafał Majka        | Bora-Hansgrohe        | + 3' 33"     |
| 62.  | Paweł Poljański    | Bora-Hansgrohe        | + 51' 43"    |
| 72.  | Łukasz Owsian      | CCC Sprandi Polkowice | + 56' 48"    |
| 91.  | Przemysław Niemiec | UAE Team Emirates     | + 1h 11' 12" |
| 94.  | Maciej Paterski    | CCC Sprandi Polkowice | + 1h 13' 53" |

| M-ce | Zawodnik           | Zespół                | Punkty |
| ---- | ------------------ | --------------------- | ------ |
| 1.   | Alejandro Valverde | Movistar Team         | 105    |
| 2.   | Chris Froome       | Team Sky              | 50     |
| 3.   | Marc Soler         | Movistar Team         | 49     |
| 4.   | Alberto Contador   | Trek-Segafredo        | 49     |
| 5.   | Daniel Martin      | Quick-Step Floors     | 46     |
|      |                    |                       |        |
| 26.  | Rafał Majka        | Bora-Hansgrohe        | 8      |
| 30.  | Przemysław Niemiec | UAE Team Emirates     | 7      |
| 50.  | Maciej Paterski    | CCC Sprandi Polkowice | 2      |
| 54.  | Paweł Poljański    | Bora-Hansgrohe        | 1      |

| M-ce | Zawodnik            | Zespół                | Czas        |
| ---- | ------------------- | --------------------- | ----------- |
| 1.   | Marc Soler          | Movistar Team         | 25h 28' 31" |
| 2.   | Adam Yates          | Orica-Scott           | + 15"       |
| 3.   | Carlos Verona       | Orica-Scott           | + 1' 44"    |
| 4.   | Davide Formolo      | Cannondale-Drapac     | + 3' 58"    |
| 5.   | Felix Großschartner | CCC Sprandi Polkowice | + 12' 23"   |

| M-ce | Zawodnik        | Zespół             | Punkty |
| ---- | --------------- | ------------------ | ------ |
| 1.   | Pierre Rolland  | Cannondale-Drapac  | 13     |
| 2.   | Pieter Serry    | Quick-Step Floors  | 5      |
| 3.   | Thomas De Gendt | Lotto Soudal       | 3      |
| 4.   | Julien Simon    | Cofidis            | 2      |
| 5.   | George Bennett  | Team LottoNL-Jumbo | 2      |

| M-ce | Zespół                | Czas         |
| ---- | --------------------- | ------------ |
| 1.   | Movistar Team         | 76h 29' 25"  |
| 2.   | Cannondale-Drapac     | + 13' 28"    |
| 3.   | Team LottoNL-Jumbo    | + 16' 27"    |
| 4.   | Orica-Scott           | + 18' 01"    |
| 5.   | Astana Pro Team       | + 23' 14"    |
|      |                       |              |
| 18.  | CCC Sprandi Polkowice | + 1h 38' 14" |